# Radicalització violenta
La radicalització violenta o extremisme violent és el fenomen pel qual una persona considera legitim l'ús de la violència o el recurs de la mateixa per aconseguir els seus objectius polítics o ideològics. Aquest concepte és sinònim d'extremista. També s'entén com el procés de portar una conducta, ideologia o comportament cap a una postura radical.

## Concepte radicalització violenta
El fenomen de la radicalització va lligat amb una ideologia determinada, sense una ideologia no pot haver-hi processos de radicalització. La radicalització és basa en la percepció d'una persona o comunitat d'un greuge que afecta a les emocions i la susceptibilitat del radical, justifica l'acció per restablir un ordre just. Amb aquest pensament es justifica la violència com a mitjà per arribar a una justícia.
La radicalització és un procés per etapes en el qual la persona viu una transició fins a arribar a ser un recluta en una organització i estar preparat per formar part d'aquesta. Les persones escollides solen ser vulnerables i normalment nois joves, ja que es una etapa en la qual encara estan formant la seva identitat i encara no es gestionen correctament les emocions. Des d'una perspectiva psicològica els reclutadors exploten la seva frustració, l'odi cap els que no segueixen la ideologia i el sentiment de venjança. També utilitzen tècniques de desvinculació amb la societat per arribar a dominar a la persona, és a dir, anul·lar-la.

## Història
No hi ha un origen únic de la seva història,  ja que hi han diferents causes i s'estableixen de diferents maneres en  països segons la ideologia, motius, sistema, organització i partits polítics..
Espanya pateix diferents processos de radicalització  al llarg de la dictadura franquista, com per exemple l'atemptat terrorista l'11 de març de l'any 2004 a Madrid i atemptats d'ETA, el primer va ser el 18 de juliol de 1961 amb un intent de descarrilament d'un tren que es dirigia a San Sebastián.
ETA és un grup radical que defineix Euskera, el etnicisme, antiespanyolisme i la independència dels territoris. El grup es nega a qualsevol col·laboració amb associacions o partits no nacionalistes basc i aposta per una campanya proselitista (intentar convèncer o sumar partidaris del grup). Altres atemptats són l'11 de setembre de l'any 2001 a Nova York i el 7 de juliol de l'any 2005 a Londres.
El yihadisme es produeix per conflictes violents i radicals dins de l'Islam. Els participants criden a una guerra santa en el nom d'Al·là. Hi ha dos tipus de yihad: la yihad exterior, inspiració violenta i la yihad interior, interpretació espiritual (esforç que la persona creient ha de fer per ser un millor musulmà, utilitzant el  radicalisme, deixant de basant-se així en la veritat de l'islam).

## Causes
Hi han molts motius per a la radicalització com poden ser, la marginació, la discriminació, admiració, reconeixement, etc. En la radicalització és molt important el líder i els referents ideològics, són persones que es consideren justes i honorables que viuen per la causa, aquestes persones passen a ser un modela seguir.

## Tipus de radicalització
1. Radicalització ultradreta: fomenten unes ideologies dictatorials lligades a etapes d'opressió en el sistema.
2. Radicalització extrema esquerra: creença en la injustícia dels disparats econòmics que genera el capitalisme i en el salafisme (moviment reformista musulmà).
3. Terrorisme: utilització de la violència de manera sistemàtica i indiscriminada per aconseguir objectius polítics, condicionar el comportament de la societat civil o aclarir comptes per decisions preses. Les accions terroristes poden ser atemptats contra béns o persones, repressions, tortures…
4. El gihadisme: procés de radicalització que ha atemptat deixant víctimes mortals, per una interpretació religiosa. Ha actuat a Nova York, Barcelona, Londres, Madrid, Brussel·les, Síria, Iraq o Nigèria. Aquest grup predica que els creient musulmans han d'imposar-se sobre qualsevol altre conjunt d'homes a través de la guerra santa.
5. Religió: ideologia o variant de la religió que provoca el fanatisme. Ideologia susceptible de derivar conductes violentes i contextos d'alta inestabilitat social.
6. Diverses:

- Per greuges personals: es dona quan la persona interioritza una greuge i busca actuar en contra amb violència.
- Per greuges polítics: es dona quan la persona arriba a la violència radical en resposta a esdeveniments polítics o socials. Exemples de conflictes polítics: la radicalització d'extrema dreta, extrema esquerra, neofeixisme de Donald Trump.
- Per facilitació social: es dona quan les persones són reclutats a través d'una xarxa social que inclou a altres individus radicalitzats